# Затриманий чекаючи судового розгляду
«Затриманий чекаючи судового розгляду» (італ. Detenuto in attesa di giudizio) — фільм випуску 1971 року режисера Нанні Лоя з Альберто Сорді у головного ролі.

## Сюжет

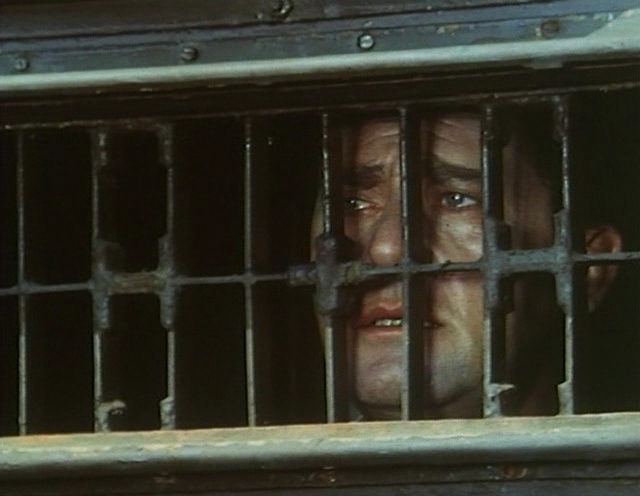
Джузеппе Ді Ной

Італієць геодезист Джузеппе Ді Ной (Альберто Сорді) оселився у Швеції, де він одружився з шведкою Інгрід (Ельга Андерсен) і став шанованим професіоналом. Через декілька років під час відпустки він вирішує повезти свою сім'ю до Італії. Але на італійському кордоні він несподівано був заарештований без жодного пояснення. Свято переконаний у тому, що помилка буде швидко виправлена, нещасний чоловік потрапляє до в'язниці, де стикається з принизливими та знеособленими процедурами.

## Акторський склад
- Альберто Сорді — Джузеппе Ді Ной
- Ельга Андерсен[de] — Інгрід
- Андреа Аврелі[it] — Гвардія
- Надзарено Наталє[it] — Саверіо Гвардасчіоне
- Мікелє Гамміно[it] — Дон Паоло
- Ліно Банфі — директор в'язниці
- Тано Чимароза — наглядач в'язниці
- Маріо Брега[it] — ув'язнений

## Нагороди
- 1972 Нагорода Берлінського міжнародного кінофестивалю:
  - Приз «Срібний ведмідь» найкращому акторові — Альберто Сорді
- 1972 Премія Давида ді Донателло[1]:
  - за найкращу чоловічу роль — Альберто Сорді, разом з Джанкарло Джанніні («Ображена честь Мімі-металурга», 1972)